# Doba (gmina w okręgu Satu Mare)
Doba – gmina w Rumunii, w okręgu Satu Mare. Obejmuje miejscowości Boghiș, Dacia, Doba, Paulian i Traian. W 2011 roku liczyła 2760 mieszkańców.